# بلدة جاينز (مقاطعة جينيسي)
جاينز، مقاطعة جينيسي (بالإنجليزية: Gaines Township, Genesee County, Michigan)‏ هي بلدة تقع في مقاطعة جينيسي (ميشيغان) بولاية ميشيغان في الولايات المتحدة. تأسست عام 1836، تبلغ مساحتها 91.4 (كم²)، وترتفع عن سطح البحر 247 م، بلغ عدد سكانها 6820 نسمة في عام 2010 حسب إحصاء مكتب تعداد الولايات المتحدة وتصل الكثافة السكانية فيها 71.2 نسمة/كم2.

## وصلات خارجية
- The US50 - Cities and Towns in Michigan State
- Michigan Cities and Towns, Facts, Map, Flag, Colleges, Government, and More